# Tabanus zayasi
Tabanus zayasi är en tvåvingeart som beskrevs av Cruz och Mauricio Garcia 1974. Tabanus zayasi ingår i släktet Tabanus och familjen bromsar.
Artens utbredningsområde är Kuba. Inga underarter finns listade i Catalogue of Life.